# Paul McIver
Paul McIver (Auckland; 26 de marzo de 1986) es un actor y músico neozelandés conocido por interpretar a Aeson en las películas de Hércules.

## Biografía
Nacido en Auckland, Nueva Zelanda, es hijo de Mac, un fotógrafo y Annie, una artista. Su hermana menor es la actriz Rose McIver.
Asistió al Avondale College de donde se graduó en el 2003 y a la Universidad de Auckland de donde se graduó en el 2007, con un grado en música y cine.
En septiembre de 2008 se casó con Philippa Moyle y el 13 de diciembre de 2009 tuvieron a su primer hijo, Caed.

## Carrera
En 1992 a la edad de seis años apareció en un episodio de la serie The Ray Bradbury Theatrer. Un año después apareció en la película The Tommyknockers.
En 1994 apareció en dos películas y en la serie  Hercules: The Legendary Journeys, donde interpretó a Aeson, el hijo de Hércules.
Desde 2007 es la otra mitad del dúo The Owl and the Pussycat junto a Michelle Birch.
En 2008 interpretó a Jesse Collins en tres episodios de la telenovela neozelandesa Shortland Street.

## Filmografía
- Series de Televisión

| Año       | Título                           | Personaje     | Notas                                                   |
| --------- | -------------------------------- | ------------- | ------------------------------------------------------- |
| 2008      | Shortland Street                 | Jesse Collins | episodios #17.170, # 17.171 & # 17.172                  |
| 1995-1997 | Hercules: The Legendary Journeys | Aeson         | episodios "When a Man Loves a Woman" & "The Other Side" |
| 1992      | The Ray Bradbury Theater         | Saul Affmann  | episodio "The Happiness Machine"                        |

- Películas

| Año  | Título                               | Personaje   | Notas                                                           |
| ---- | ------------------------------------ | ----------- | --------------------------------------------------------------- |
| 1994 | Hercules in the Maze of the Minotaur | Aeson       | junto a Kevin Sorbo, Michael Hurst, Rose McIver & Anthony Quinn |
| 1994 | Hercules in the Underworld           | Aeson       | junto a Kevin Sorbo, Michael Hurst, Rose McIver & Anthony Quinn |
| 1993 | The Tommyknockers                    | Davey Brown | junto a Jimmy Smits & Marg Helgenberger                         |